# Alchemilla coruscans
Alchemilla coruscans é uma espécie de rosácea do gênero Alchemilla, pertencente à família Rosaceae.